# When Knighthood Was in Flower (commedia)
When Knighthood Was in Flower è una commedia drammatica scritta nel 1900 da Paul Kester, tratta dal romanzo omonimo di Charles Major. Lo spettacolo, prodotto da Charles Frohman e che aveva come protagonisti Julia Marlowe e Bruce McRae, andò in scena a Broadway il 14 gennaio 1901 al Criterion Theatre. Frohman, nel 1904, produsse una ripresa dello spettacolo che ebbe sempre come interprete principale, nel ruolo di Maria Tudor, Julia Marlowe.
Il dramma, in quattro atti, è ambientato in Inghilterra e in Francia durante i regni di Luigi XII e Enrico VII.

## Cast (Broadway, 14 gennaio 1901)
- Julia Marlowe: Mary Tudor
- Bruce McRae: Charles Brandon
- Frederic Burt:
- William Charles:
- Verner Clarges:
- Annie Clark:
- J. J. Elwyn:
- C. F. Gibney:
- Charles Harbury:
- Claire Kulp:
- Norah Lamison:
- Frederic Leslie:
- Donald McLaren:
- E. W. Morrison:
- Wilfred North:
- Frank Reicher:
- Ellen Rowland:
- David Torrence:
- Gwendolyn Valentine:

## Ripresa a Broadway (2 maggio 1904)
- Julia Marlowe: Maria Tudor
- Adelaide Alexander:
- Herbert Budd:
- George S. Christie:
- Thomas L. Coleman:
- Frank Dodge:
- Frank Egbert:
- George Flood:
- Ralph Lewis:
- Thomas Lindsay:
- E. W. Morrison:
- Agnes Palmer;
- Tyrone Power, Sr.
- Charles Recrem
- Frank Reicher
- Charles Townsend
- Fred Tyler
- Gwendolyn Valentine
- Nella Webb
- Paul Weigel
- Katherine Wilson
- Eugenia Woodward
- J. Carrington Yates

## Adattamenti
Sono stati realizzati i seguenti adattamenti cinematografici:
- When Knighthood Was in Flower, regia di Wallace McCutcheon (1908)
- Armi ed amori (When Knighthood Was in Flower), regia di Robert G. Vignola (1922)
- La spada e la rosa (When Knighthood Was in Flower), regia di Ken Annakin (1953)